# Liste der preußischen Gesandten in Baden
Dies ist eine Liste der preußischen Gesandten im Großherzogtum Baden.

## Gesandte
1787: Aufnahme diplomatischer Beziehungen
...
- 1815–1819: Karl August Varnhagen von Ense (1785–1858)
- 1819–1823: Johann Emanuel von Küster (1764–1833)
- 1823–1842: Friedrich von Otterstedt (1769–1850)
- 1842–1848: Joseph von Radowitz (1797–1853)
- 1848–1850: Siegmund von Arnim (1813–1890)
- 1850–1859: Karl Friedrich von Savigny (1814–1875)
- 1859–1884: Albert von Flemming (1813–1884)
- 1884–1914: Karl von Eisendecher (1841–1934)
- 1914–1918: unbesetzt

1918: Auflösung der Gesandtschaft